# 张紫晨
张紫晨（1929年—1992年），原名子臣，笔名紫晨、林一白、苌弘、晨子、张公等，男，汉族，吉林长春人，中国民间文艺学家、民俗学家。